# Australische Formel-4-Meisterschaft 2016
Die australische Formel-4-Meisterschaft 2016 (offiziell CAMS Jayco Australian Formula 4 Championship 2016) war die zweite Saison der australischen Formel-4-Meisterschaft. Es gab 18 Rennen, die Meisterschaft fand nur in Australien statt. Die Saison begann am 2. April in Launceston auf Tasmanien und endete am 23. Oktober in Gold Coast.

## Teams und Fahrer
Alle Teams und Fahrer verwendeten das Mygale-Chassis M14-F4, den aufgeladenen 1,6-Liter EcoBoost-Turbomotor von Ford und Reifen von Hankook.
| Team                        | Auto # | Fahrer           | Status | Rennwochenende | Quelle |
| --------------------------- | ------ | ---------------- | ------ | -------------- | ------ |
| JRD Development             | 07     | Tyler Everingham | R      | Alle           |        |
| JRD Development             | 60     | Cody Donald      | R      | 5              |        |
| Dream Motorsport            | 20     | Luis Leeds       |        | 3              |        |
| Dream Motorsport            | 27     | Simon Fallon     | R      | 2–6            |        |
| Dream Motorsport            | 51     | Joshua Conroy    | R      | 2–5            |        |
| Dream Motorsport            | 93     | Zane Goddard     |        | 6              |        |
| Team BRM                    | 23     | Brenton Grove    | R      | Alle           |        |
| Team BRM                    | 26     | Harry Hayek      |        | 3–6            |        |
| Team BRM                    | 79     | Jordan Love      |        | Alle           |        |
| Team BRM                    | 91     | Joshua Denton    | R      | Alle           |        |
| Team BRM                    | 99     | William Brown    |        | Alle           |        |
| Jordan McGregor Motorsports | 44     | Jordan McGregor  | R      | 1              |        |
| AGI Sport                   | 51     | Joshua Conroy    | R      | 1              |        |
| AGI Sport                   | 68     | Jack Smith       | R      | Alle           |        |
| AGI Sport                   | 97     | Nick Rowe        |        | Alle           |        |

## Rennkalender
Es gab sechs Veranstaltungen auf sechs Strecken zu je drei Rennen, das Eröffnungsrennen fand auf Tasmanien statt und die weiteren Rennwochenenden am Festland. Nach der Premierensaison flogen die Rennstrecken in Townsville und Sydney aus dem Kalender, stattdessen wurde der Symmons Plains Raceway in Launceston aufgenommen. Ursprünglich war geplant, das Saisonfinale am Highlands Motorsport Park in Neuseeland stattfinden zu lassen, jedoch musste die Rennstrecke aus Kostengründen aus dem Kalender gestrichen werden. Alle Veranstaltungen mit Ausnahme des Rennwochenendes in Eastern Creeks waren Teil der V8-Supercars-Wochenenden.
| Nr. | Datum         | Rennstrecke                                      | Sieger        | Zweiter       | Dritter       | Pole-Position | Schnellste Rennrunde |
| --- | ------------- | ------------------------------------------------ | ------------- | ------------- | ------------- | ------------- | -------------------- |
| 01. | 02. April     | Symmons Plains Raceway (Launceston)              | Brenton Grove | William Brown | Joshua Denton | William Brown | Nick Rowe            |
| 02. | 03. April     | Symmons Plains Raceway (Launceston)              | Jordan Love   | Nick Rowe     | William Brown |               | William Brown        |
| 03. | 03. April     | Symmons Plains Raceway (Launceston)              | Jordan Love   | William Brown | Nick Rowe     | William Brown | Josh Denton          |
| 04. | 16. April     | Phillip Island Circuit (Phillip Island)          | Jordan Love   | Nick Rowe     | William Brown | Nick Rowe     | Jordan Love          |
| 05. | 16. April     | Phillip Island Circuit (Phillip Island)          | William Brown | Jordan Love   | Joshua Denton |               | Jordan Love          |
| 06. | 17. April     | Phillip Island Circuit (Phillip Island)          | Jordan Love   | William Brown | Nick Rowe     | Nick Rowe     | William Brown        |
| 07. | 02. Juli      | Sydney Motorsport Park (Eastern Creek)           | Nick Rowe     | Harry Hayek   | Luis Leeds    | Nick Rowe     | Nick Rowe            |
| 08. | 03. Juli      | Sydney Motorsport Park (Eastern Creek)           | William Brown | Nick Rowe     | Simon Fallon  |               | Simon Fallon         |
| 09. | 03. Juli      | Sydney Motorsport Park (Eastern Creek)           | Luis Leeds    | Nick Rowe     | Harry Hayek   | Nick Rowe     | Harry Hayek          |
| 10. | 23. Juli      | Queensland Raceway (Ipswich)                     | Harry Hayek   | Nick Rowe     | Jordan Love   | Harry Hayek   | Harry Hayek          |
| 11. | 23. Juli      | Queensland Raceway (Ipswich)                     | William Brown | Jordan Love   | Harry Hayek   |               | Jordan Love          |
| 12. | 24. Juli      | Queensland Raceway (Ipswich)                     | Harry Hayek   | William Brown | Nick Rowe     | Harry Hayek   | Harry Hayek          |
| 13. | 17. September | Sandown International Motor Raceway (Springvale) | William Brown | Jordan Love   | Joshua Denton | Jordan Love   | Jordan Love          |
| 14. | 17. September | Sandown International Motor Raceway (Springvale) | Joshua Denton | Nick Rowe     | Jordan Love   |               | Joshua Denton        |
| 15. | 18. September | Sandown International Motor Raceway (Springvale) | William Brown | Nick Rowe     | Jordan Love   | Jordan Love   | William Brown        |
| 16. | 22. Oktober   | Surfers Paradise Street Circuit (Gold Coast)     | William Brown | Harry Hayek   | Nick Rowe     | William Brown | Harry Hayek          |
| 17. | 22. Oktober   | Surfers Paradise Street Circuit (Gold Coast)     | Simon Fallon  | Harry Hayek   | Nick Rowe     |               | Harry Hayek          |
| 18. | 23. Oktober   | Surfers Paradise Street Circuit (Gold Coast)     | Harry Hayek   | William Brown | Nick Rowe     | William Brown | William Brown        |

## Wertung

### Punktesystem
Bei jedem Rennen bekamen die ersten zehn des Rennens 25, 18, 15, 12, 10, 8, 6, 4, 2 bzw. 1 Punkt(e). Es gab keine Punkte für die Pole-Position und die schnellste Rennrunde.
| Punkteverteilung | Punkteverteilung | Punkteverteilung | Punkteverteilung | Punkteverteilung | Punkteverteilung | Punkteverteilung | Punkteverteilung | Punkteverteilung | Punkteverteilung | Punkteverteilung | Punkteverteilung | Punkteverteilung |
| ---------------- | ---------------- | ---------------- | ---------------- | ---------------- | ---------------- | ---------------- | ---------------- | ---------------- | ---------------- | ---------------- | ---------------- | ---------------- |
| Platz            | 1                | 2                | 3                | 4                | 5                | 6                | 7                | 8                | 9                | 10               | PP               | SR               |
| Punkte           | 25               | 18               | 15               | 12               | 10               | 8                | 6                | 4                | 2                | 1                | –                | –                |

### Fahrerwertung
| Pos. | Fahrer        | SYM | SYM | SYM | PHI | PHI | PHI | SMP | SMP | SMP | QLD | QLD | QLD | SAN | SAN | SAN | SUR | SUR | SUR | Punkte |
| Pos. | Fahrer        | R1  | R2  | R3  | R1  | R2  | R3  | R1  | R2  | R3  | R1  | R2  | R3  | R1  | R2  | R3  | R1  | R2  | R3  | Punkte |
| ---- | ------------- | --- | --- | --- | --- | --- | --- | --- | --- | --- | --- | --- | --- | --- | --- | --- | --- | --- | --- | ------ |
| 01   | W. Brown      | 2   | 3   | 2   | 3   | 1   | 2   | 4   | 1   | 5   | 4   | 1   | 2   | 1   | EX  | 1   | 1   | 4   | 2   | 316    |
| 02   | N. Rowe       | 6   | 2   | 3   | 2   | DNF | 3   | 1   | 2   | 2   | 2   | 4   | 3   | 5   | 2   | 2   | 3   | 3   | 3   | 271    |
| 03   | J. Love       | DNF | 1   | 1   | 1   | 2   | 1   | 10  | 7   | DNF | 3   | 2   | 4   | 2   | 3   | 3   | 5   | 6   | 5   | 246    |
| 04   | H. Hayek      |     |     |     |     |     |     | 2   | 4   | 3   | 1   | 3   | 1   | DNF | 4   | 4   | 2   | 2   | 1   | 195    |
| 05   | S. Fallon     |     |     |     | 4   | 6   | 5   | 8   | 3   | 4   | 7   | 8   | 9   | 6   | 7   | 7   | 4   | 1   | 4   | 142    |
| 06   | J. Denton     | 3   | 9   | 4   | 8   | 3   | 4   | 9   | 9   | 9   | 8   | 6   | 5   | 3   | 1   | DNF | 8   | 7   | 8   | 137    |
| 07   | T. Everingham | 5   | 7   | 9   | 5   | 7   | 8   | 7   | 10  | 6   | 6   | 7   | 8   | 4   | 6   | 8   | 6   | 8   | 6   | 113    |
| 08   | J. Smith      | DNF | 4   | 5   | 7   | 5   | 6   | 5   | 8   | 8   | 5   | 5   | 7   | 8   | 5   | 6   | DNF | DNF | DNS | 107    |
| 09   | B. Grove      | 1   | 8   | 8   | 9   | 8   | 9   | 11  | 6   | 7   | DNF | 9   | 6   | 7   | 8   | 5   | DNF | DNF | 7   | 93     |
| 10   | J. Conroy     | 7   | 5   | 6   | 6   | 4   | 7   | 6   | 5   | 10  | DNF | 10  | 10  | 9   | 9   | DNF |     |     |     | 75     |
| 11   | L. Leeds      |     |     |     |     |     |     | 3   | DNF | 1   |     |     |     |     |     |     |     |     |     | 40     |
| 12   | J. McGregor   | 4   | 6   | 7   |     |     |     |     |     |     |     |     |     |     |     |     |     |     |     | 26     |
| 13   | Z. Goddard    |     |     |     |     |     |     |     |     |     |     |     |     |     |     |     | 7   | 5   | DNF | 16     |
| 14   | C. Donald     |     |     |     |     |     |     |     |     |     |     |     |     | 10  | DNF | DNS |     |     |     | 1      |
| Pos. | Fahrer        | R1  | R2  | R3  | R1  | R2  | R3  | R1  | R2  | R3  | R1  | R2  | R3  | R1  | R2  | R3  | R1  | R2  | R3  | Punkte |
| Pos. | Fahrer        | SYM | SYM | SYM | PHI | PHI | PHI | SMP | SMP | SMP | QLD | QLD | QLD | SAN | SAN | SAN | SUR | SUR | SUR | Punkte |

| Legende       | Legende                        | Legende                                                              |
| Farbe         | Abkürzung                      | Bedeutung                                                            |
| ------------- | ------------------------------ | -------------------------------------------------------------------- |
| Gold          | –                              | Sieg                                                                 |
| Silber        | –                              | 2. Platz                                                             |
| Bronze        | –                              | 3. Platz                                                             |
| Grün          | –                              | 4. bis 10. Platz                                                     |
| Hellblau      | –                              | 10. Platz aufwärts (punktberechtigt)                                 |
| Blau          | –                              | Klassifiziert außerhalb der Punkteränge                              |
| Dunkelblau    | –                              | Klassifiziert innerhalb der Punkteränge aber keine Punktberechtigung |
| Violett       | DNF                            | Rennen nicht beendet (did not finish)                                |
| Violett       | NC                             | nicht klassifiziert (not classified)                                 |
| Rot           | DNQ                            | nicht qualifiziert (did not qualify)                                 |
| Rot           | DNPQ                           | in Vorqualifikation gescheitert (did not pre-qualify)                |
| Schwarz       | DSQ                            | disqualifiziert (disqualified)                                       |
| Weiß          | DNS                            | nicht am Start (did not start)                                       |
| Weiß          | WD                             | zurückgezogen (withdrawn)                                            |
| ohne          | PO                             | nur am Training teilgenommen (practiced only)                        |
| ohne          | DNP                            | nicht am Training teilgenommen (did not practice)                    |
| ohne          | INJ                            | verletzt oder krank (injured)                                        |
| ohne          | EX                             | ausgeschlossen (excluded)                                            |
| ohne          | DNA                            | nicht erschienen (did not arrive)                                    |
| ohne          | C                              | Rennen abgesagt (cancelled)                                          |
| ohne          | keine Teilnahme                |                                                                      |
| sonstige      | P/fett                         | Pole-Position                                                        |
| sonstige      | SR/kursiv                      | Schnellste Rennrunde                                                 |
| sonstige      | Q                              | Extrapunkte für Pole-Position                                        |
| sonstige      | X                              | Extrapunkte für gewonnene Positionen                                 |
| sonstige      | *                              | nicht im Ziel, aufgrund der zurückgelegten Distanz aber gewertet     |
| sonstige      | ()                             | Streichresultate                                                     |
| unterstrichen | Führender in der Gesamtwertung |                                                                      |

### Teamwertung
| Pos. | Team                        | Nr.   | SYM | SYM | SYM | PHI | PHI | PHI | SMP | SMP | SMP | QLD | QLD | QLD | SAN | SAN | SAN | SUR | SUR | SUR | Punkte |
| Pos. | Team                        | Nr.   | R1  | R2  | R3  | R1  | R2  | R3  | R1  | R2  | R3  | R1  | R2  | R3  | R1  | R2  | R3  | R1  | R2  | R3  | Punkte |
| ---- | --------------------------- | ----- | --- | --- | --- | --- | --- | --- | --- | --- | --- | --- | --- | --- | --- | --- | --- | --- | --- | --- | ------ |
| 01   | Team BRM                    | 99    | 2   | 3   | 2   | 3   | 1   | 2   | 4   | 1   | 5   | 4   | 1   | 2   | 1   | EX  | 1   | 1   | 4   | 2   | 987    |
| 01   | Team BRM                    | 79    | DNF | 1   | 1   | 1   | 2   | 1   | 10  | 7   | DNF | 3   | 2   | 4   | 2   | 3   | 3   | 5   | 6   | 5   | 987    |
| 01   | Team BRM                    | 26    |     |     |     |     |     |     | 2   | 4   | 3   | 1   | 3   | 1   | DNF | 4   | 4   | 2   | 2   | 1   | 987    |
| 01   | Team BRM                    | 91    | 3   | 9   | 4   | 8   | 3   | 4   | 9   | 9   | 9   | 8   | 6   | 5   | 3   | 1   | DNF | 8   | 7   | 8   | 987    |
| 01   | Team BRM                    | 23    | 1   | 8   | 8   | 9   | 8   | 9   | 11  | 6   | 7   | DNF | 9   | 6   | 7   | 8   | 5   | DNF | DNF | 7   | 987    |
| 02   | AGI Sport                   | 97    | 6   | 2   | 3   | 2   | DNF | 3   | 1   | 2   | 2   | 2   | 4   | 3   | 5   | 2   | 2   | 3   | 3   | 3   | 402    |
| 02   | AGI Sport                   | 68    | DNF | 4   | 5   | 7   | 5   | 6   | 5   | 8   | 8   | 5   | 5   | 7   | 8   | 5   | 6   | DNF | DNF | DNS | 402    |
| 02   | AGI Sport                   | 51    | 7   | 5   | 6   |     |     |     |     |     |     |     |     |     |     |     |     |     |     |     | 402    |
| 03   | Dream Motorsport            | 27    |     |     |     | 4   | 6   | 5   | 8   | 3   | 4   | 7   | 8   | 9   | 6   | 7   | 7   | 4   | 1   | 4   | 249    |
| 03   | Dream Motorsport            | 51/93 |     |     |     | 6   | 4   | 7   | 6   | 5   | 10  | DNF | 10  | 10  | 9   | 9   | DNF | 7   | 5   | DNF | 249    |
| 03   | Dream Motorsport            | 20    |     |     |     |     |     |     | 3   | DNF | 1   |     |     |     |     |     |     |     |     |     | 249    |
| 04   | JRD Development             | 07    | 5   | 7   | 9   | 5   | 7   | 8   | 7   | 10  | 6   | 6   | 7   | 8   | 4   | 6   | 8   | 6   | 8   | 6   | 114    |
| 04   | JRD Development             | 60    |     |     |     |     |     |     |     |     |     |     |     |     | 10  | DNF | DNS |     |     |     | 114    |
| 05   | Jordan McGregor Motorsports | 44    | 4   | 6   | 7   |     |     |     |     |     |     |     |     |     |     |     |     |     |     |     | 26     |
| Pos. | Team                        | Nr.   | R1  | R2  | R3  | R1  | R2  | R3  | R1  | R2  | R3  | R1  | R2  | R3  | R1  | R2  | R3  | R1  | R2  | R3  | Punkte |
| Pos. | Team                        | Nr.   | SYM | SYM | SYM | PHI | PHI | PHI | SMP | SMP | SMP | QLD | QLD | QLD | SAN | SAN | SAN | SUR | SUR | SUR | Punkte |

| Legende       | Legende                        | Legende                                                              |
| Farbe         | Abkürzung                      | Bedeutung                                                            |
| ------------- | ------------------------------ | -------------------------------------------------------------------- |
| Gold          | –                              | Sieg                                                                 |
| Silber        | –                              | 2. Platz                                                             |
| Bronze        | –                              | 3. Platz                                                             |
| Grün          | –                              | 4. bis 10. Platz                                                     |
| Hellblau      | –                              | 10. Platz aufwärts (punktberechtigt)                                 |
| Blau          | –                              | Klassifiziert außerhalb der Punkteränge                              |
| Dunkelblau    | –                              | Klassifiziert innerhalb der Punkteränge aber keine Punktberechtigung |
| Violett       | DNF                            | Rennen nicht beendet (did not finish)                                |
| Violett       | NC                             | nicht klassifiziert (not classified)                                 |
| Rot           | DNQ                            | nicht qualifiziert (did not qualify)                                 |
| Rot           | DNPQ                           | in Vorqualifikation gescheitert (did not pre-qualify)                |
| Schwarz       | DSQ                            | disqualifiziert (disqualified)                                       |
| Weiß          | DNS                            | nicht am Start (did not start)                                       |
| Weiß          | WD                             | zurückgezogen (withdrawn)                                            |
| ohne          | PO                             | nur am Training teilgenommen (practiced only)                        |
| ohne          | DNP                            | nicht am Training teilgenommen (did not practice)                    |
| ohne          | INJ                            | verletzt oder krank (injured)                                        |
| ohne          | EX                             | ausgeschlossen (excluded)                                            |
| ohne          | DNA                            | nicht erschienen (did not arrive)                                    |
| ohne          | C                              | Rennen abgesagt (cancelled)                                          |
| ohne          | keine Teilnahme                |                                                                      |
| sonstige      | P/fett                         | Pole-Position                                                        |
| sonstige      | SR/kursiv                      | Schnellste Rennrunde                                                 |
| sonstige      | Q                              | Extrapunkte für Pole-Position                                        |
| sonstige      | X                              | Extrapunkte für gewonnene Positionen                                 |
| sonstige      | *                              | nicht im Ziel, aufgrund der zurückgelegten Distanz aber gewertet     |
| sonstige      | ()                             | Streichresultate                                                     |
| unterstrichen | Führender in der Gesamtwertung |                                                                      |